# Phelsuma guimbeaui
Espèce
Statut CITES
Phelsuma guimbeaui est une espèce de geckos de la famille des Gekkonidae.

## Répartition
Cette espèce est originaire de l'île Maurice, mais s'est établie aussi sur l'île hawaïenne d'Oahu.

## Habitat
Ce gecko vit dans la forêt primaire. Le climat y est chaud et humide, avec des températures approchant les 30 °C aux endroits les plus chauds, et en général plutôt proche de 20 °C pour les zones plus ombragées, avec une hygrométrie dépassant les 80 % la plupart du temps.

## Description
Ce gecko est assez massif qui mesure jusqu'à 150 mm. Il est vert vif, avec des taches ou des bandes orange. La tête présente des lignes longitudinales orange. Un bleu intense se trouve à la base de son cou et peut être présent tout le long du corps chez les individus les plus colorés.
Il arbore une pupille ronde.
Il est très rapide malgré sa corpulence quelque peu arrondi et saute également de feuilles en feuilles ou de branches en branches afin de pouvoir échapper à ses prédateurs ou lorsqu'il chasse.
Comme beaucoup de ses congénères s'il se sent menacé il peut pratiquer l'autotomie (se séparer volontairement d'une partie de sa queue) afin de pouvoir échapper à son prédateur. Celle-ci repoussera lentement et ne sera ni aussi belle ni aussi longue que sa queue d'origine.
Les femelles sont plus petites que les mâles. Ces derniers sont plus rares que les femelles. Un mâle naît pour environ six femelles.
Ils sont assez timides jeunes mais acceptent très bien la présence humaine au bout de quelques mois et sont très curieux.

## Éthologie
Ces geckos sont craintifs et fuient vers des cachettes systématiquement. Le stress a d'ailleurs un fort impact sur ces animaux qui peuvent même cesser de se reproduire voire de s'alimenter.
Les mâles sont territoriaux, et supportent mal d'être mis en présence. Ils sont de plus volontiers cannibales envers les petits de leur espèce.

## Alimentation
Cet animal est insectivore, il consomme également des fruits, en léchant la pulpe.

## Reproduction
Les œufs incubent durant environ deux à trois mois dans les conditions naturelles. Il semble que le sexe des petits soit déterminé par la température d'incubation (comme chez d'autres espèces de reptiles) mais également par les conditions d'éclairage et peut-être l'humidité.
Les petits mesurent à la naissance (3 cm) et généralement ne se nourrissent pas d'insectes la première semaine, mais consomment par contre des fruits.

## Étymologie
Cette espèce est nommée en l'honneur de B. Guimbeau.

## En captivité
Cette espèce se rencontre en terrariophilie. Ce gecko est considéré comme relativement difficile à élever.

## Publication originale
- Mertens, 1963 : The geckos of the genus Phelsuma on Mauritius and adjacent islands. Mauritius Institute Bulletin, vol. 5, p. 299-305.